# Gongxianosaurus
Gongxianosaurus shibeiensis is een plantenetende dinosauriër, behorend tot de Sauropodomorpha, die tijdens het vroege Jura leefde in het gebied van het huidige China.

## Vondst en naamgeving
In mei 1997 bracht de geologische dienst van de provincie Sechuan onder leiding van Zhou Fenyung de stratificatie in kaart van het gebied bij het gehucht Hongshacun, nabij het dorp Shibei in de prefectuur Gong. Er werden skeletten ontdekt van dinosauriërs. Het mijnbureau van Sechuan liet het bestuur van Gongxian werkploegen beschikbaar stellen om nog dezelfde maand met opgravingen te beginnen onder leiding van Luo Yaonan.
Terwijl het bergen van de skeletten doorging, benoemden en beschreven He Xinlu, Wang Changsheng, Liu Shangzhong, Zhou Fengyun, Liu Tuqiang, Cai Kaiji en Dai Bing de soort Gongxianosaurus shibeiensis. De geslachtsnaam verwijst naar de herkomst uit Gǒng Xiàn, 珙县, de prefectuur Gong. De soortaanduiding verwijst naar de herkomst bij Shibei Xiang, het dorp Shibei.
De resten zijn gevonden in de Dongyuemiaoafzetting van de Ziliujingformatie die dateert uit het Toarcien. Ze vertegenwoordigen minstens drie individuen, drie volwassen exemplaren en een jong. De fossielen zijn gevonden op een oppervlakte van tweehonderd vierkante meter. Bij elkaar is een belangrijk deel van het skelet bekend waaronder de praemaxillae van de snuit, de onderkaken, tanden, wervels van de nek, de rug, het heiligbeen en de staart, ribben, en delen van de schoudergordel, het bekken en de ledematen.
In 1998 werd gesteld dat een van de volwassen exemplaren het holotype was en de andere het paratype. Deze typespecimina werden echter verder niet geïdentificeerd. De naam zou dus een ongeldige nomen nudum geweest kunnen zijn, ware het niet dat in zo'n geval onder artikel 72.1.1. ICZN alle specimina als syntypen gelden. In 2000 verscheen een tweede artikel, nu in het Engels, van de hand van Luo Yaonan en Wang Changsheng. Kennelijk was het onafhankelijk van het eerste artikel geschreven want het verwees daar niet naar en benoemde opnieuw dezelfde soort. Ook dit artikel wees geen typemateriaal aan. Wel werd nu een vijfde individu gemeld. Ook werd aangegeven dat verschillende reeksen wervels waren gevonden: een reeks van zes achterste halswervels, negen ruggenwervels, zes ruggenwervels, vier ruggenwervels, drie sacrale wervels, drie staartwervels en twaalf staartwervels. In 1998 werd een gedetailleerde beschrijving in het vooruitzicht gesteld; de beschrijving uit 2000 bevat echter maar weinig extra details. In 2000 werden aanvullende vondsten, waaronder een reeks van eenenvijftig staartwervels, toegewezen aan een Gongxianosaurus sp. omdat ze in bouw duidelijk verschilden. Er zijn dus twee taxa aanwezig op de vindplaats. Voor het tweede taxon, dat bestudeerd zou worden door Hui Ouyang, is in een museumgids het nomen nudum Yibinosaurus zhoui gebruikt.

## Beschrijving
In 1998 en 2000 werd de lengte van Gongxianosaurus geschat op veertien meter, waarbij men uit ging van een zeer lange staart. Een schatting van Gregory S. Paul uit 2010 gaf de lengte als elf meter bij een gewicht van drie ton. Dit is goed in overeenstemming met de lengte van een gevonden linkerdijbeen, 115 centimeter. Er zijn echter ook ribben gemeld van anderhalve meter lengte, te lang voor een dier van elf meter.
De beschrijvingen uit 1998 gaf een korte diagnose.
Gongxianosaurus toont een mengeling van basale en afgeleide kenmerken. Basaal is een lange achterste tak van de praemaxilla, die duidt op een lange schedel. De wervels hebben geen pleurocoelen of luchtkamers. De doornuitsteeksels zijn laag en rechthoekig. Het heiligbeen bestaat maar uit drie wervels. De staartbasis is hoog, met lange ongevorkte chevrons. De buik wordt bedekt door een korf van buikribben. Het schouderblad is kort en sterk ingesnoerd. Het opperarmbeen is robuust met een krachtige deltopectorale kam. De onderarm is robuust. Het darmbeen is kort. Bij het dijbeen ligt de vierde trochanter hoog. De voet is breed met een formule van de teenkootjes van 2-3-4-5-1.
Daarnaast toont Gongxianosaurus ook eigenschappen van sauropoden. De tanden zijn spatelvormig. De voorpoten hebben driekwart van de lengte van de achterpoten zodat het dier een viervoeter moet zijn geweest. Het dijbeen is recht en slank. De teenkootjes zijn wat verkort en hebben geen uithollingen voor sterke gewrichtskapsels zodat hun beweeglijkheid verminderd was. De voetklauwen zijn robuust en missen "bloedgroeven".
Een groot probleem bij de beschrijvingen is dat, nu er twee taxa aanwezig blijken, het onduidelijk is welk bot bij welk taxon hoort. Hele skeletten waren immers niet gevonden. Dit laatste zorgt er ook voor dat het niet zeker is of de voorpoten wel zo lang zijn: die zouden immers ook van een wat groter exemplaar afkomstig kunnen zijn geweest. In 2000 was er nog geen hand gevonden zodat de hypothese van een viervoetige gang daaraan niet getoetst kon worden.

## Fylogenie
Gongxianosaurus werd in 1998 en 2000 in de Sauropoda geplaatst. Het was de lokale onderzoekers duidelijk dat de positie zeer basaal moest zijn. Dit is bevestigd door latere cladistische analyses hoewel die gehinderd werden door het ontbreken van een moderne beschrijving. Of Gongxianosaurus in de Sauropoda valt, hangt mede af van de definitie van die groep. In het volgende kladogram, met een ruime definitie, is de positie niet heel basaal:
|  | Lessemsaurus |
|  |              |
|  | Antetonitrus |
|  |              |

|             | Gongxianosaurus |
|             | |
| Gravisauria | \| \| Vulcanodon \| \| \| \| \| \| Tazoudasaurus \| \| \| \| \| \| Isanosaurus \| \| \| \| \| \| Eusauropoda \| \| \| \| |
|             | \| \| Vulcanodon \| \| \| \| \| \| Tazoudasaurus \| \| \| \| \| \| Isanosaurus \| \| \| \| \| \| Eusauropoda \| \| \| \| |
|             | Vulcanodon |
|             | |
|             | Tazoudasaurus |
|             | |
|             | Isanosaurus |
|             | |
|             | Eusauropoda |
|             | |

|  | Vulcanodon    |
|  |               |
|  | Tazoudasaurus |
|  |               |
|  | Isanosaurus   |
|  |               |
|  | Eusauropoda   |
|  |               |

|  | Lessemsaurus |
|  |              |
|  | Antetonitrus |
|  |              |

|             | Gongxianosaurus |
|             | |
| Gravisauria | \| \| Vulcanodon \| \| \| \| \| \| Tazoudasaurus \| \| \| \| \| \| Isanosaurus \| \| \| \| \| \| Eusauropoda \| \| \| \| |
|             | \| \| Vulcanodon \| \| \| \| \| \| Tazoudasaurus \| \| \| \| \| \| Isanosaurus \| \| \| \| \| \| Eusauropoda \| \| \| \| |
|             | Vulcanodon |
|             | |
|             | Tazoudasaurus |
|             | |
|             | Isanosaurus |
|             | |
|             | Eusauropoda |
|             | |

|  | Vulcanodon    |
|  |               |
|  | Tazoudasaurus |
|  |               |
|  | Isanosaurus   |
|  |               |
|  | Eusauropoda   |
|  |               |

Zou men echter in het bovenstaande kladogram de Sauropoda definiëren sensu Salgado, in wiens definitie de groep verankerd is op Vulcanodon, dan is Gongxianosaurus geen sauropode maar een meer basale sauropodomorf.